# Elias Leitner
Elias Leitner  (* 10. April 2003 in Bludenz) ist ein österreichischer Snowboarder. Er ist seit der Saison 2024/25 Mitglied des A-Kaders des ÖSV.

## Biographie
Leitner stammt aus St. Gallenkirch und startet für den dortigen Wintersportverein. Sein internationales Renndebüt feierte er am 1. Dezember 2018 bei einem Juniorenrennen im Pitztal. Sein erstes internationales Großereignis bestritt er etwas mehr als ein Jahr später bei den Olympischen Jugend-Winterspielen in Lausanne, wo er den 22. Platz erreichte.
In den darauffolgenden Jahren startete Leitner hauptsächlich bei niederklassigen Junioren oder FIS-Rennen. Nachdem die Unterstützung durch das Österreichische Bundesheer als Heeressportler nicht fortgesetzt wurde, musste Leitner unter anderem einen Sommer lang als Bäcker arbeiten.
Sein Weltcupdebüt feierte Leitner am 12. März 2022 auf der Reiteralm, wobei er als 51. bereits in der Qualifikation ausschied. Seine ersten Punkte gewann er am 14. Dezember 2024 in Cervinia.
Am 8. März 2025 erreichte Leitner mit Rang 4 beim Weltcup in Gudauri seine mit Abstand bestes Weltcupergebnis. Diese Leistung kam umso überraschender, als das er sich knapp einen Monat zuvor bei den Rennen im Genting Skiresort das Außenband gerissen hatte.

## Erfolge

### Weltmeisterschaften
- Engadin 2025: 28. Snowboardcross

### Weltcup
- Eine Platzierung unter den besten 10

### Juniorenweltmeisterschaften
- Krasnojarsk 2021: 14. Snowboardcross Team, 16. Snowboardcross
- Veysonnaz 2022: 7. Snowboardcross
- Passo San Pellegrino 2023: 7. Snowboardcross, 9. Snowboardcross Team

### Europacup
- 4 Podestplätze, davon ein Sieg

| Datum            | Ort    | Land    | Disziplin      |
| ---------------- | ------ | ------- | -------------- |
| 17. Februar 2024 | Colere | Italien | Snowboardcross |

### Olympische Jugend-Winterspiele
- Lausanne 2020: 22. Snowboardcross